# Schnappt Hubi!
Schnappt Hubi! ist ein Familienspiel von Ravensburger. Mithilfe des magischen Kompasses, einer elektronischen Spielüberwachung, versuchen die maximal vier Spieler, das Gespenst Hubi zu fangen. Es wurde von Steffen Bogen entwickelt und im Jahr 2012 als Kinderspiel des Jahres ausgezeichnet.

## Thema und Ausstattung
Das Gespenst Hubi klaut den Mäusen und Hasen Käse und Mohrrüben und versteckt sich im Spukhaus. Je zwei Mäuse und zwei Hasen folgen ihm in das unbekannte Haus und versuchen, Hubi zu stellen. Dazu müssen sie zunächst, je nach gewähltem Schwierigkeitsgrad, ein bis drei Zaubertüren finden und öffnen. Durch das Knarren der Tür bemerkt Hubi die Spieler und versucht, sich vor ihnen zu verstecken. Weitere Bewohner des Hauses – Eulen, Tausendfüßler, Fledermäuse und Kröten – kommentieren mittels des magischen Kompasses den Spielablauf und geben den Spielern Tipps zur Position von Hubi und den Zaubertüren.
Das Spiel besteht aus einem in den Karton eingelassenen Spielbrett, dessen 16 Felder je einen Raum darstellen. In jedem Raum befindet sich ein Bewohner in entweder schwarz oder weiß, so dass es von jedem Bewohner einer Farbe zwei Exemplare gibt. An den Rändern des Hauses sind in den Fenstern verschiedene Landschaften zu sehen, die eine Orientierungshilfe bei der Richtung des Zuges geben (die Landschaften finden sich auch auf der Außenseite der Schachtel wieder). 27 Übergänge aus 4 Kategorien (Freier Durchgang, Hasenfenster, Mauseloch und Mauer) werden im Verlauf des Spiels zwischen die Räume gesteckt. Vier Spielfiguren aus Plastik, zwei Mäuse und zwei Hasen in vier verschiedenen Farben, starten in je einer Ecke des Hauses.

### Der magische Kompass
Der magische Kompass ist eine elektronische Spielüberwachung, die vage an einen aufgeklappten Kompass mit zwei kreisförmigen Abschnitten erinnert. In einem Abschnitt befindet sich der Lautsprecher. Der andere besteht aus einer Folientastatur mit vier Richtungstasten in Form einer Kompassrose, eine kombinierte Hilfestellungs- und Eingabetaste sowie einer Taste für jeden Spieler. Der aktuelle Spieler wird durch rote Leuchtdioden neben den entsprechenden Tasten angezeigt. Auf der Rückseite befindet sich ein Schiebeschalter, mit dem die drei Schwierigkeitsgrade ausgewählt bzw. der Kompass abgestellt werden kann. Während des Spiels überwacht der Kompass die Spielzüge und gestaltet das Geschehen, indem er die Art der Übergänge festlegt, die Position der Zaubertüren bestimmt, Hubi zieht und Tipps gibt.

## Spielablauf
Das Spielbrett ist in ein Raster von 4 mal 4 Feldern, den Räumen des Hauses, aufgeteilt. Zu Spielbeginn sind die Übergänge zwischen den Räumen unbekannt, sie werden beim ersten Überqueren vom magischen Kompass benannt. Der Spieler, der an der Reihe ist, legt seinen Zug fest, indem er einer der vier Himmelsrichtungen (symbolisiert durch die vier Landschaften) auf dem Kompass drückt. Der Bewohner des Raumes, den er verlässt, teilt mit, welcher Übergang eingesteckt wird, und ob der Spieler passieren kann.